# Bakugan Battle Brawlers
Bakugan Battle Brawlers (爆丸バトルブローラーズ Bakugan Batoru Burōrāzu?), llamada en España Luchadores Bakugan y en Hispanoamérica Los peleadores de la batalla Bakugan o Bakugan: la batalla,  es una serie de televisión de anime canadiense-japonesa, producida por TMS Entertainment y Nelvana Animation, bajo la dirección de Mitsuo Hashimoto.  La serie está basada en los juegos Bakugan, un juego de cartasestratégico creado por Sega Toys y Spin Master usando naipes metálicos y figuras móviles en miniatura.

La historia se centra en unas criaturas llamadas Bakugan y los "peleadores" que las poseen.

La serie cuenta con 51 episodios, debutó en Japón por TV Tokyo el 5 de abril de 2007. Luego apareció la versión occidental, en julio de 2007 en Teletoon de Canadá y el 24 de febrero de 2008 en Cartoon Network de Estados Unidos, que contó con 52 episodios. Esta versión modificada es una coproducción de Nelvana Limited, Spin Master, Sega Toys, Sega Corporation, TMS Entertainment, Vistec y Japón; las dos últimas proporcionan la animación. El programa también se transmitió en Hispanoamérica por Cartoon Network.

En 2015, Spin Master reveló planes para relanzar un nuevo anime de Bakugan, bajo el título de Bakugan Battle Planet. La nueva serie se estrenó en Cartoon Network en Estados Unidos el 23 de diciembre de 2018, mientras que Teletoon de Canadá estrenó la serie el 31 de diciembre de 2018. 

Un segundo reinicio, y tercera serie anime de la franquicia, llamada simplemente Bakugan, se lanzó en Netflix el 1 de septiembre de 2023 y comenzó a transmitirse en Latinoamérica el 16 de febrero de 2024 de Cartoon Network.

## Temporadas
| Temporada | Título                       | Episodios | Fecha de emisión      | Fecha de emisión     |
| Temporada | Título                       | Episodios | Inicio                | Final                |
| --------- | ---------------------------- | --------- | --------------------- | -------------------- |
| 1         | Bakugan la Batalla           | 52        | 5 de abril de 2007    | 20 de marzo de 2008  |
| 2         | Nueva Vestroia               | 52        | 12 de abril de 2009   | 9 de mayo de 2010    |
| 3         | Invasores Gundalianos        | 39        | 23 de mayo de 2010    | 29 de enero de 2011  |
| 4         | El Surgimiento de Mechtanium | 46        | 13 de febrero de 2011 | 2 de febrero de 2012 |

### Bakugan
La vida de Daniel "Dan" Kuso cambió un día cuando unas cartas comenzaron a llover desde los cielos, con criaturas dentro llamadas "Bakugan". Dan, Junto a sus amigos: Runo, Marucho, Julie, Shun y Alice, accidentalmente se ven involucrados en una pelea contra múltiples villanos que pretenden conquistar Vestroia (la dimensión de los Bakugan), el planeta Tierra y todo planeta en el universo que haya recibido a los Bakugan.
El anime fue producido por TMS Entertainment bajo la dirección de Mitsuo Hashimoto. Se estrenó el 5 de abril de 2007 en TV Tokyo y fue retransmitida 6 días después en BS Japan. Terminó sus transmisiones el 20 de marzo de 2008. Nelvana Limited dobló la versión inglesa y emitió la serie en el canal canadiense Teletoon de julio de 2007 al 2008. Posteriormente se emitió en Estados Unidos en Cartoon Network, del 24 de febrero de 2008 al 28 de febrero de 2009.
En Hispanoamérica, la serie debutó el 2 de marzo de 2009 y finalizó el 24 de julio del mismo año. El doblaje de la serie para Hispanoamérica se realizó en los estudios de SDI Media de México, bajo la dirección de Raúl Estrada y la traducción de Julio César Alcántara.
Cuatro Temas musicales fueron usados para la serie; dos aperturas de Psychic Lover y dos cierres. La apertura para los primeros 30 capítulos es "Number One Battle Brawlers" (ナンバーワン·バトルブローラーズ Nanbā Wan Batoru Burōrāzu?); y para los últimos 21 Capítulos es "Bucchigiri Infinte Generation" (ブッちぎり∞ジェネレーション Bucchigiri Infinitto Jenerēshon?). El cierre para los primeros 26 capítulos es "Air Drive" de Elephant Girl; y para los últimos 25 episodios es "Hello" (ハロー Harō?) de Za Bon.
En España fue emitido por primera vez en Cartoon Network y después fue emitido en Telecinco y en Boing.

### Bakugan New Vestroia (Bakugan Nueva Vestroia)
En marzo de 2010, las compañías de entretenimiento TMS y Nelvana anunciaron la continuación de la serie, Bakugan Battle Brawlers: New Vestroia, que consta de 52 episodios. Bakugan Battle Brawlers: New Vestroia gira en torno a Dan y Marucho, que se reencuentran con su viejo amigo Shun en la recién restaurada Vestroia, aliándose con tres nuevos personajes: Baron, Ace y Mira, para luchar contra la organización Vexos.
La serie comenzó a transmitirse en Canadá el 12 de abril de 2009 en Teletoon, terminando el 9 de mayo de 2010 y luego en Estados Unidos, en Cartoon Network, del 9 de mayo de 2009 al 22 de mayo de 2010. Debido a la calificación en Canadá, Teletoon pidió una ampliación de la historia de Nueva Vestroia, que constó de 26 episodios. Dado que los episodios se siguen haciendo, Teletoon tuvo que volver a las reposiciones de los últimos cuatro episodios, pero Cartoon Network fue capaz de estrenar los episodios 27-29 33-35 y 43 un día antes que Teletoon. [cita requerida]. En Japón se estrenó el 2 de marzo de 2010, finalizando el 5 de marzo de 2011. En Hispanoamérica se transmitió entre el 7 de marzo de 2010 y el 2 de marzo de 2011 (en esta región los capítulos 5-21 y 52 se estrenaron antes que en Japón).
Tres temas musicales fueron usados para la serie; una apertura y dos cierres. La apertura es "Cho! Saikyo! Warriors!" (バトルブローラーズ ニューヴェストロイア?) de Psychic Lover. El cierre para los primeros 13 capítulos es "Bang! Bang! Bakugan" de Yoshifumi Ushima y para los últimos episodios es "Communication Breakdown" de Crush Tears.
En España fue emitido por primera vez en Cartoon Network y después fue emitido en Telecinco y en Boing.

### Bakugan Gundalian Invaders (Bakugan Invasores Gundalianos)
En 29 de septiembre de 2009 Corus Entertainment anunció una tercera serie, titulada Bakugan: Gundalian Invaders, que se transmitió en Canadá del 23 de mayo de 2010 al 30 de enero de 2011; se estrenó en Estados Unidos el 29 de mayo de 2010, terminando el 29 de enero de 2011; en Japón, se emitió desde el 3 de abril de 2011, y en Hispanoamérica se transmitió del 4 de abril de 2011 al 30 de mayo de 2011 (en Hispanoamérica, a partir del capítulo 2, se estrena antes que en Japón). Consta de 39 episodios. La nueva serie gira en torno a Dan, Marucho y Shun, que quedan atrapados en la guerra entre dos facciones alienígenas (Neathia y Gundalia) en otro universo, y se asocian con una peleadora de Neathia, Fabia y también con un nuevo amigo del colegio de Dan, llamado Jake, para poner fin a los malvados Invasores Gundalianos. La tercera serie se empata con el proyecto global de juego en línea conocido como Bakugan Dimensions, desarrollado por Activision Blizzard, que fue lanzado en la página oficial de Bakugan en la primavera de 2010. Lamentablemente, el servidor de Dimensions cerró desde junio de 2011.
Cinco Temas musicales fueron usados para la serie; dos aperturas y tres cierres. La apertura para los primeros 15 capítulos es "Ready Go!" de Sissy, desde el 15 hasta el 31 es "Mega Meta" de Yuu Kobayashi. El cierre para los primeros 15 capítulos es "Love The Music" de LISP; desde el 15 al 31 es "Tan Kyu Shin" de Kreva y para los últimos episodios es "Love Go! Courage Go!" de TAKUYA
En España fue emitido en Boing.

### Bakugan Mechtanium Surge (Bakugan El Surgimiento de Mechtanium)
Bakugan Mechtanium Surge es la cuarta temporada de Bakugan, la cual se estrenó el 13 de febrero de 2011 en Canadá y el 5 de marzo de 2011 en Estados Unidos. La serie gira en torno a los mismos personajes, quienes tendrán que salvar al mundo una vez más con el nuevo y mejorado "Mega Interespacio Bakugan", asociándose con Rafe, el peleador Haos de Neathia, Paige, la guerrera Subterra de Gundalia y Spectra Phantom, que vuelve en esta temporada con Infinity Helios, su forma evolucionada, con la novedad de tener el atributo Darkus y con nuevos dispositivos de batalla inventados por el mismo Spectra. El sexteto deberá hacerle frente al equipo Anubias y el equipo Sellon, así como a Mag Mel, una nueva amenaza que pretende destruir todo lo que se le enfrente. Después de derrotar a Mag Mel, los bakugans de Nueva Vestroia vivieron en la tierra. Luego de un descanso aparecieron nuevas amenazas, mechtogans de doom dimensión, incluyendo nonets bakugans y un nuevo enemigo, Wiseman. Aparece aquí el bakugan descendiente del Code Eve Genesis Dragonoid y nuevos mechtogans y mechtogans destroyer, como Mechtavius Destroyer y Dragonoid Destroyer. En Hispanoamérica se transmitió del 2 de abril de 2012 al 9 de julio de 2012, siendo la primera vez que esta región estrena una temporada antes que Japón, donde fue estrenada por streaming el 7 de septiembre de 2018, 6 años después de su finalización en otros países.
En España fue emitido en Boing.

### BakuTech! Bakugan
Es un Spin-off, adaptación a serie de anime del manga con el mismo nombre (BakuTech! Bakugan) que no tiene ninguna relación con Los Peleadores de la Batalla Bakugan. Tiene nuevas clases de Bakugan y se estrenó en Japón el 7 de abril de 2012.

## Personajes
- Daniel "Dan" Kuso
- Runo Misaki
- Marucho Marukura
- Shun Kazami
- Julie Makimoto
- Alice Gehabich
- Joseph "Joe" Brown
- Masquerade

## Videojuegos

### Bakugan Battle Brawlers: El videojuego
En la conferencia del E3 2009 se anunció que se lanzaría un videojuego de Bakugan para Wii y ds, y que harían un trato con Sony para que lo sacaran en PlayStation 2, aunque no se ha revelado ni la caja oficial del Wii ni la categoría, aunque ahora mismo es E (Everyone).Bakugan Battle Brawlers (Wii/DS) - E3 2009 Trailer. 2009.
El juego está disponible en Playstation 2, Playstation 3, XBox 360, Nintendo DS y Wii
Finalmente, el 20 de octubre de 2009, fue publicado el juego homónimo de Bakugan, cuya historia se centra en un nuevo jugador de Bakugan (el cual puede ser personalizado desde aspecto hasta su atributo Bakugan) que se une a los luchadores de la batalla, compitiendo en torneos y retando a jugadores junto a su Bakugan Leonidas (cuyo atributo varía dependiendo de cuál haya escogido el jugador anteriormente). De pronto, se revela un nuevo jugador de Bakugan: Marduk, y su Bakugan Vladitor, el cual quiere dominar Vestroia con el poder del núcleo del silencio. Para detenerlo, los luchadores tendrán que unir fuerzas con Leonidas.

### Battle Trainer
Bakugan: Battle Trainer es un juego de Bakugan para Nintendo DS. Tiene unos pocos minijuegos, y es una nueva versión de Bakugan Battle Brawlers (el videojuego). Hay 30 Bakugans disponibles en el juego.

### Defenders of the Core
Existe una secuela del juego anterior llamada Bakugan Battle Brawlers: Defenders of the Core, que se basa en la segunda temporada, Bakugan: Nueva Vestroia. Esta vez, el jugador participa combatiendo con poderes y controlando a su personaje.

### Rise of the Resistance
Bakugan: Rise of the Resistance (Traducido al español: Bakugan: La Rebelión de la Resistencia) es un juego de Bakugan para Nintendo DS. Los bakugans a derrotar a lo largo de la historia son de distintas temporadas; los más destacados son de Invasores Gundalianos y El Surgimiento de Mechtanium. Ya esta a la venta. El juego cambia su temática, siendo un Tower Defense.

### Bakugan 2015
Bakugan es un Videojuego de disparos en primera persona desarrollo por la filial Team Ninja Warner Bros. Interactive Entertainment en el año 2015, disponible para PlayStation 3, PlayStation 4, PlayStation Vita, Xbox 360, Xbox One, Wii U, Microsoft Windows
Fecha de estreno Inicial: 4 de julio de 2015

### Bakugan Dimensions
Bakugan Dimensions fue un MMO basado en la web desarrollado por Flying Lab Software. Permitía a los jugadores pelear en línea para demostrar sus habilidades. Se tenían que utilizar los códigos de ADN que se encontraban en los Bakugans de Gundalian Invaders o Mechtanium Surge, que se introducían para obtener al Bakugan o accesorio. El juego estaba relacionado con el Interespacio Bakugan que creó Marucho.
Cerró el 30 de junio de 2011.

## Estructura del Juego

### Atributos
Indica el tipo de poder posee cada bakugan y de qué mundo proviene este.

#### Atributos Normales
- Pyrus: representa el fuego. Ataque fuerte. Color rojo y amarillo (También se han visto de colores negros).
- Aquos: representa el agua. Ataque y defensa, Cambio de atributo. Color azul y celeste (También se han visto con colores negro y violeta).
- Haos: representa la luz. Cartas poderosas, Habilidades superiores. Color blanco y amarillo (También se han visto de colores violetas y celestes en el reboot de Bakugan Planet).
- Subterra: representa la tierra. Defensa fuerte. Color marrón y naranja.
- Ventus: representa el viento. Acaba rápido con el enemigo. Color verde y aguamarina.
- Darkus: representa la oscuridad. Cartas poderosas, Nivel alto de puntaje. Color negro y violeta (También se ha visto blanco).
- Energía infinita: energía que emana el Núcleo de Infinidad. Varios colores claros y brillantes. No hay bakuganes de este tipo. Solo es la energía que emana el bakugan que absorbió el núcleo de infinidad).
- Energía siniestra: energía siniestra que emana el Núcleo Silente. Pero si el bakugan es de un color, sigue teniendo los primeros 6 atributos (No hay bakugans de este tipo. Solo es la energía que emana el bakugan que absorbió el núcleo silente).

#### Atributos de Armamento(Battle Gear)/BakuNano
- plata: el battle gear tiene detalles de color plata.
- oro: el battle gear tiene detalles de color oro.
- bronce: el battle gear tiene detalles de color bronce.

## Reinicios

### Bakugan Battle Planet
Es un reboot de la saga original. La historia girará en torno a Dan y sus amigos. La serie se estrenó en América del Norte en diciembre de 2018 con una línea de juguetes renovada y una serie de cortos web animados que siguieron de cerca. Posteriormente debutó en Japón en abril de 2019. En Hispanoamérica la serie fue estrenada el 17 de mayo de 2019.

### Bakugan (2023)
Bakugan (爆ばく丸がん バトルクラン Bakugan Batoru Kuran?) es una serie anime de televisión, y segundo reinicio de la franquicia Bakugan2. La serie es producida por Spin Master Entertainment y animada por TMS Entertainment.
La primera temporada del anime cuenta con 26 episodios, y fue transmitida por el servicio de Netflix.